# HES3
HES3 (англ. Hes family bHLH transcription factor 3) – білок, який кодується однойменним геном, розташованим у людей на короткому плечі 1-ї хромосоми.  Довжина поліпептидного ланцюга білка становить 186 амінокислот, а молекулярна маса — 19 968.
| 10         |  | 20         |  | 30         |  | 40         |  | 50         |
| ---------- |  | ---------- |  | ---------- |  | ---------- |  | ---------- |
| MEKKRRARIN |  | VSLEQLKSLL |  | EKHYSHQIRK |  | RKLEKADILE |  | LSVKYMRSLQ |
| NSLQGLWPVP |  | RGAEQPSGFR |  | SCLPGVSQLL |  | RRGDEVGSGL |  | RCPLVPESAA |
| GSTMDSAGLG |  | QEAPALFRPC |  | TPAVWAPAPA |  | AGGPRSPPPL |  | LLLPESLPGS |
| SASVPPPQPA |  | SSRCAESPGL |  | GLRVWRPWGS |  | PGDDLN     |  |            |

A: Аланін

C: Цистеїн

D: Аспарагінова кислота

E: Глутамінова кислота

F: Фенілаланін

G: Гліцин

H: Гістидин

I: Ізолейцин

K: Лізин

L: Лейцин

M: Метіонін

N: Аспарагін

P: Пролін

Q: Глутамін

R: Аргінін

S: Серин

T: Треонін

V: Валін

W: Триптофан

Кодований геном білок за функцією належить до репресорів. 
Задіяний у таких біологічних процесах як транскрипція, регуляція транскрипції. 
Білок має сайт для зв'язування з ДНК. 
Локалізований у ядрі.